# Léon Goraguer
Pour les articles homonymes, voir Goraguer.
Léon Goraguer, né le 30 novembre 1901 à Plovan et mort le 3 février 1980 à Quimper, est un homme politique français, maire de Quimper entre 1967 et 1975.

## Biographie
Il est le fils de Jean Goraguer (né en 1865), instituteur de l'école publique, et de Guillemette Le Moan (née en 1866). Il est né à Plovan le 30 novembre 1901 quelques instants après son frère jumeau Lucien. Sa famille vit à Plovan depuis 1901, date où son père est nommé directeur de l'école communale. En 1917, ils quittent cette commune pour celle de Plogastel-Saint-Germain. Il grandit dans un milieu résolument républicain et laïc. Son père est un zélé partisan de Georges Le Bail, député radical-socialiste du Finistère.
Le 6 août 1928, Léon Goraguer épouse Gabrielle-Anne-Marie Le Pavec à Quimper. Il poursuit à son tour la carrière d'instituteur : il exerce notamment à l'école de Plogastel-Saint-Germain qu'il quitte en 1928 pour aller diriger celle de Gourlizon. Il revient à Plogastel en 1935 comme directeur de l'école communale, fonction occupée jadis par son père. Il s'y trouve pendant l'occupation allemande. En octobre 1943, il participe à la création de la compagnie FFI de la commune (2e bataillon FFI de Quimper). Il en prend la tête avec le grade de lieutenant, à la suite du capitaine Rideau. En août 1944, la section compte 71 hommes auxquels viennent s'ajouter les effectifs des communes avoisinantes (Peumerit, Tréogat, Plovan, Landudec, Gourlizon, Plozévet).
Sa carrière se poursuit à l'école du Moulin Vert, à Quimper, où il marque son passage en créant avec Jos Cadiou et Pierre Pulvé un bagad de jeunes en 1951 (le bagad du Moulin Vert évolue depuis 1995 en première catégorie). . C'est comme candidat de gauche qu'il est élu maire de Quimper en 1967 - après avoir été maire de Penhars - fonction qu'il exerce jusqu'en 1975 où il démissionne pour raisons personnelles. C'est comme maire de Quimper qu'il accueille le président de la république, Charles de Gaulle, en 1969, visite au cours de laquelle le chef de l'État prononce son dernier discours, connu désormais sous le nom de "discours de Quimper". Léon Goraguer a aussi été un des maitres œuvre du Grand Quimper, fusion des quatre communes de Quimper, Ergué-Armel, Penhars et Kerfeunteun en une seule entité, avec Yves Thépot.
Deux écoles primaires publiques portent désormais son nom à Quimper et à Gourlizon.
Sa fille Léone Goraguer a marché dans les pas de son père en se présentant aux élections municipales de Quimper en 1989. Elle est demeurée conseillère entre 1989 et 2001, occupant la fonction d'adjointe de Bernard Poignant lors du mandat 1989-1995.